# Semidalis
Semidalis är ett släkte av insekter som beskrevs av Günther Enderlein 1905. Semidalis ingår i familjen vaxsländor.

## Dottertaxa tillSemidalis, i alfabetisk ordning[1][2]
- Semidalis absurdiceps
- Semidalis africana
- Semidalis aleyrodiformis
- Semidalis amazonensis
- Semidalis anchoroides
- Semidalis angusta
- Semidalis arabica
- Semidalis bicornis
- Semidalis biprojecta
- Semidalis bituberculata
- Semidalis boliviensis
- Semidalis brasiliensis
- Semidalis brincki
- Semidalis byersi
- Semidalis candida
- Semidalis daqingshana
- Semidalis decipiens
- Semidalis deemingi
- Semidalis deserta
- Semidalis ecuadoriana
- Semidalis enderleini
- Semidalis faulkneri
- Semidalis flinti
- Semidalis frommeri
- Semidalis fuelleborni
- Semidalis galantei
- Semidalis grancanariensis
- Semidalis guineana
- Semidalis inconspicua
- Semidalis isabelae
- Semidalis kazakhstanica
- Semidalis kolbei
- Semidalis lolae
- Semidalis macleodi
- Semidalis maculipennis
- Semidalis manausensis
- Semidalis marginalis
- Semidalis mascarenica
- Semidalis meridionalis
- Semidalis mexicana
- Semidalis nimboiformis
- Semidalis nivosa
- Semidalis normani
- Semidalis obscura
- Semidalis pallidicornis
- Semidalis palmensis
- Semidalis panamensis
- Semidalis peruviensis
- Semidalis pluriramosa
- Semidalis pseudouncinata
- Semidalis pulchella
- Semidalis rectangula
- Semidalis rondoniensis
- Semidalis sanxiana
- Semidalis scotti
- Semidalis serrata
- Semidalis soleri
- Semidalis tenuipennis
- Semidalis unicornis
- Semidalis wallacei
- Semidalis vicina
- Semidalis xerophila
- Semidalis ypsilon